# Evangelische Kapelle Steinbrücken

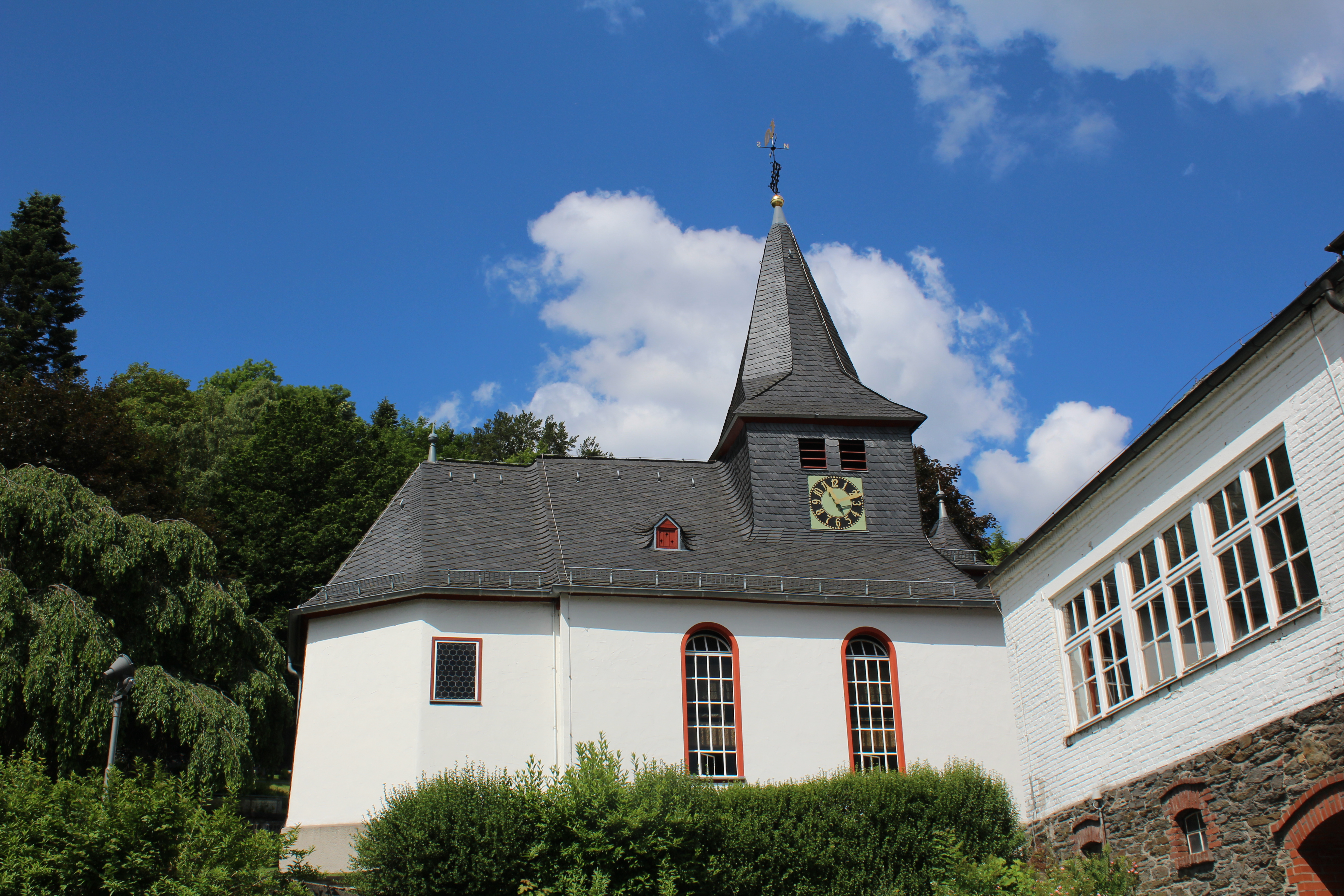
Evangelische Kapelle Steinbrücken von Osten

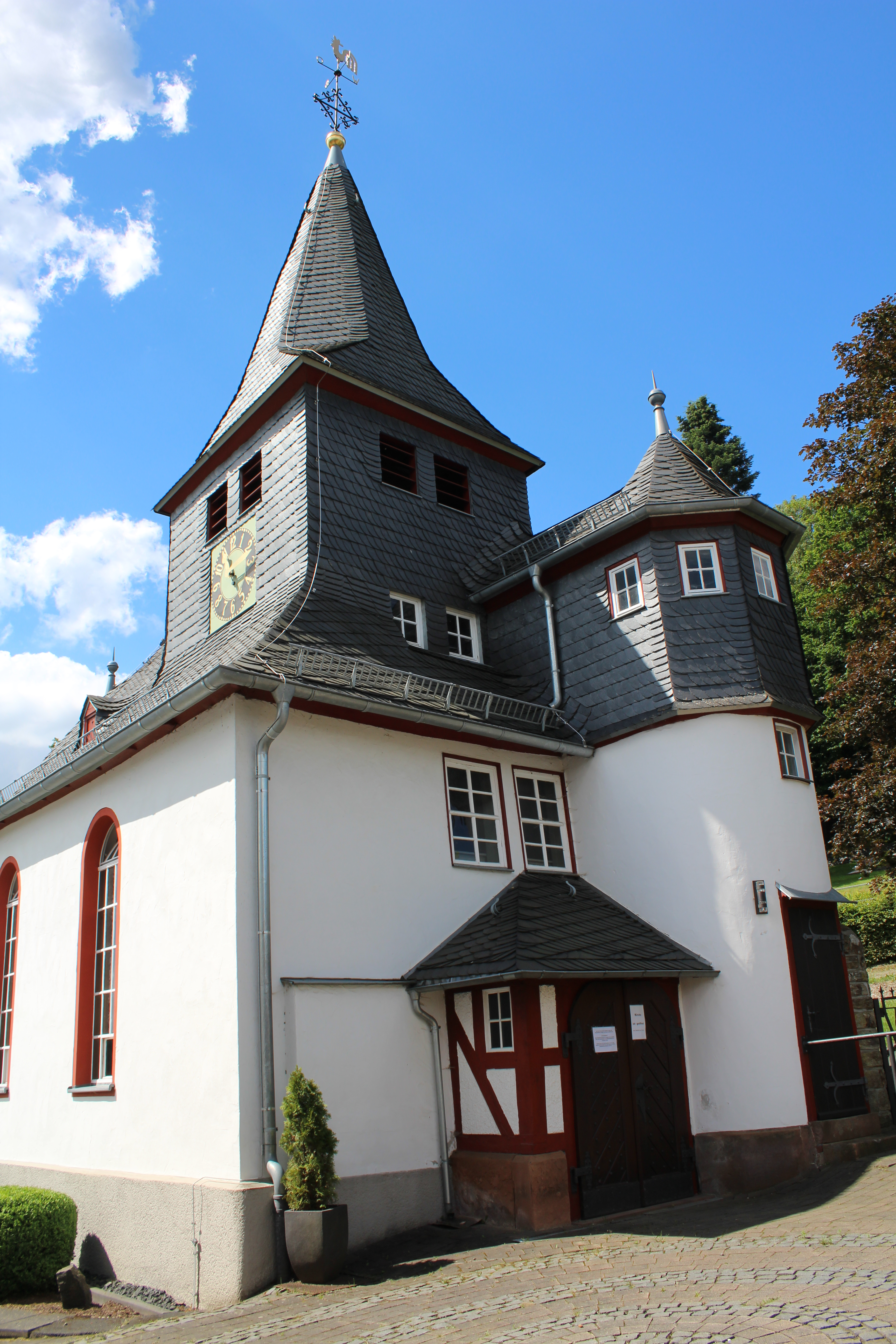
Ansicht von Nordosten

Die evangelische Kapelle Steinbrücken ist ein denkmalgeschütztes Kirchengebäude in Steinbrücken, einem Ortsteil der Gemeinde Dietzhölztal im Lahn-Dill-Kreis (Hessen). Die kleine barocke Fachwerkkirche aus dem Jahr 1709 hat einen Fünfachtelschluss und einen Dachreiter mit achtseitigen Spitzhelm. Unter der Nummer 132518 ist sie in der Liste der Kulturdenkmäler in Dietzhölztal verzeichnet. Der Kulturschutz ist vor allem durch die Baugeschichte und künstlerische Bedeutung der Innenausstattung begründet.

## Geschichte
Im Jahr 1518 ist eine Marienkapelle nachgewiesen. Der Ort gehörte im späten Mittelalter zum Dekanat Haiger im Archidiakonat St. Lubentius Dietkirchen in der Erzdiözese Trier.
Mit Einführung der Reformation ab 1533 nahm die Kirchengemeinde den evangelischen Glauben an. Die Gemeinde wechselte um 1575 zum reformierten Bekenntnis. Der Ort gehörte im Jahr 1590 zum Kirchspiel Bergebersbach.
Die heutige Kapelle entstand 1687 durch den Umbau eines Wohnhauses zu einer Kirche, die am 14. Juli 1709 eingeweiht wurde. Im folgenden Jahr schaffte die Gemeinde eine Glocke und wohl 1737 eine Turmuhr an. Renovierungen folgten in den Jahren 1738 und 1778. Im Zuge des Anbaus des Treppenturms 1902/1903 wurden die Kanzel von der Wand in die Mitte des Chorraums verlegt und die Kapelle elektrifiziert. Eine grundlegende Instandsetzung erfolgte 1952. Für den Einbau der Orgel auf einem Podest im Chor im Jahr 1957 wurde die Kanzelwand erniedrigt und V-förmig vorgezogen, sodass die Prinzipalien Altar, Kanzel und Orgel seitdem über- und hintereinander angeordnet sind. Durch ein schadhaftes Ofenrohr entstand am 14. Januar 1967 ein Brand, durch den der Chorbereich erheblichen Schaden litt. Die umfassenden Sanierungsarbeiten zogen sich bis 1970 hin und umfassten Maurer-, Putz- und Malerarbeiten sowie den Einbau einer neuen Elektroheizung, neuer Beleuchtungskörper und neuer Kirchenbänke. Zudem wurden die Fenster, die Tür des Windfangs und der Altar erneuert. Im Jahr 1992 wurde das benachbarte Gemeindehaus eingeweiht. Seit 1997 bekrönt ein neuer Wetterhahn den Dachreiter. Im Jahr 2009 führte die Gemeinde eine Renovierung der Kirche durch und schaffte 2013 eine barocke Orgel an.
Die Kapelle gehört zur Evangelischen Kirchengemeinde Ewersbach im Dekanat an der Dill in der Propstei Nord-Nassau der Evangelischen Kirche in Hessen und Nassau.

## Architektur

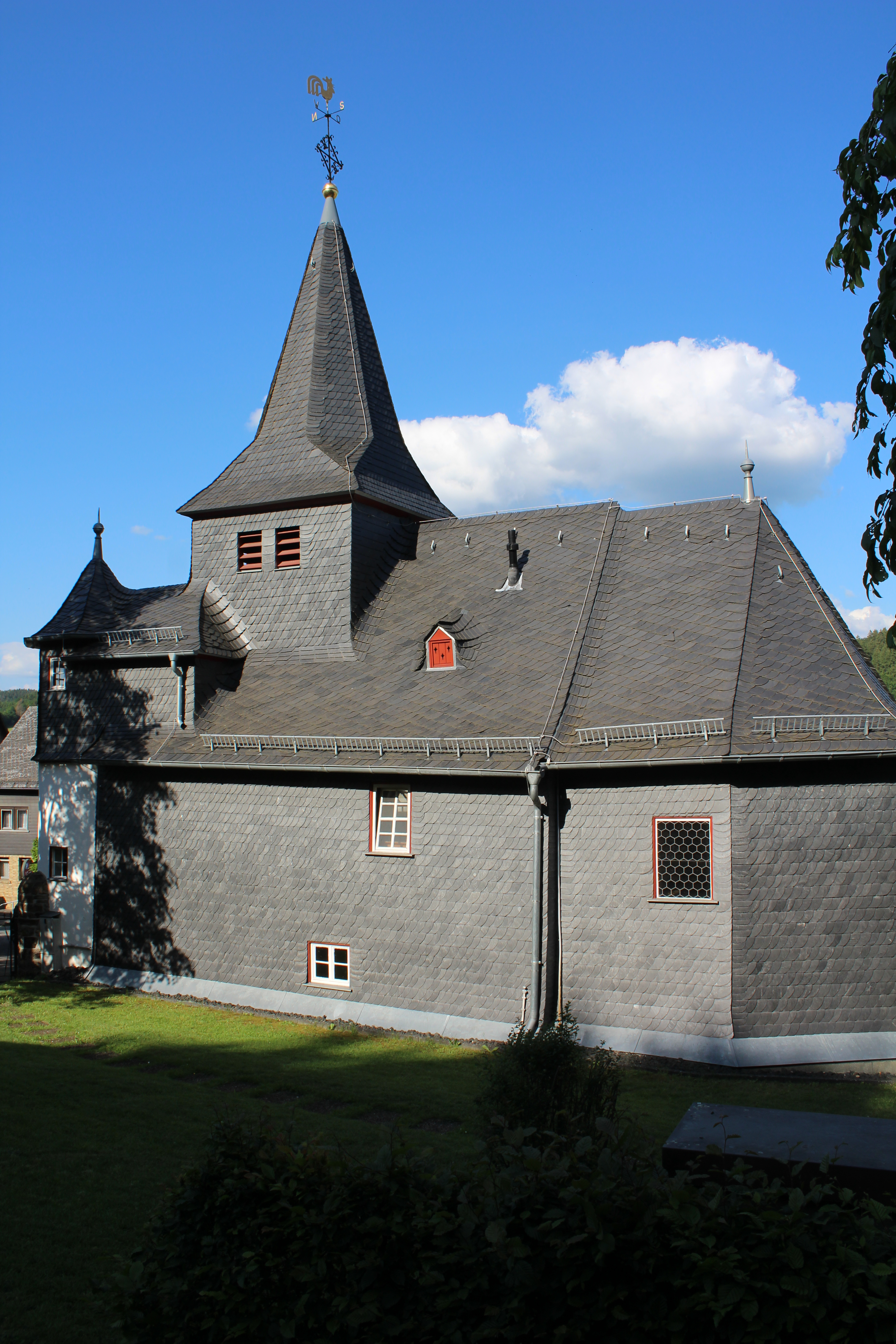
Verschieferte West- und Südseite

Die Kapelle ist als Fachwerkbau im Ortszentrum auf einer kleinen Erhebung errichtet. Sie ist 4,50 Meter hoch, 5,00 Meter breit und 11,50 Meter lang. Sie ist nicht geostet, sondern parallel zur östlichen verlaufenden Hauptstraße nach Süden ausgerichtet. Die West- und Südseite sowie das Dach sind verschiefert, während die Ost- und Nordseite des Gebäudes weiß verputzt sind. Das verschindelte Satteldach ist mit zwei kleinen Gauben bestückt. Dem Dach ist im Norden ein verschieferter Dachreiter aufgesetzt, der an jeder Seite zwei viereckige Schallöffnungen hat. An der Ostseite ist das Zifferblatt der Turmuhr angebracht. Über dem kubusförmigen Schaft erhebt sich ein oktogonaler Spitzhelm. Er wird von einem Turmknauf, Kreuz, Windrichtungsanzeiger und einem Wetterhahn bekrönt.
Die Kapelle wird durch das Nordportal erschlossen. In die östliche Langwand sind zwei große Rundbogenfenster eingelassen. Die Westseite hat ein niedriges und ein hochsitzendes Rechteckfenster mit Sprossengliederung, der Chor im Westen und Osten je ein viereckiges Fenster mit Wabenverglasung und die Nordseite über dem Portal zwei hochrechteckige Sprossenfenster. Die Südseite ist fensterlos. An der westlichen Nordseite ist nachträglich ein Treppenturm angebaut, der den Zugang zu den Emporen und zur Glockenstube des Dachreiters ermöglicht. Der Südchor ist gegenüber dem Schiff leicht eingezogen und etwas niedriger.

## Ausstattung

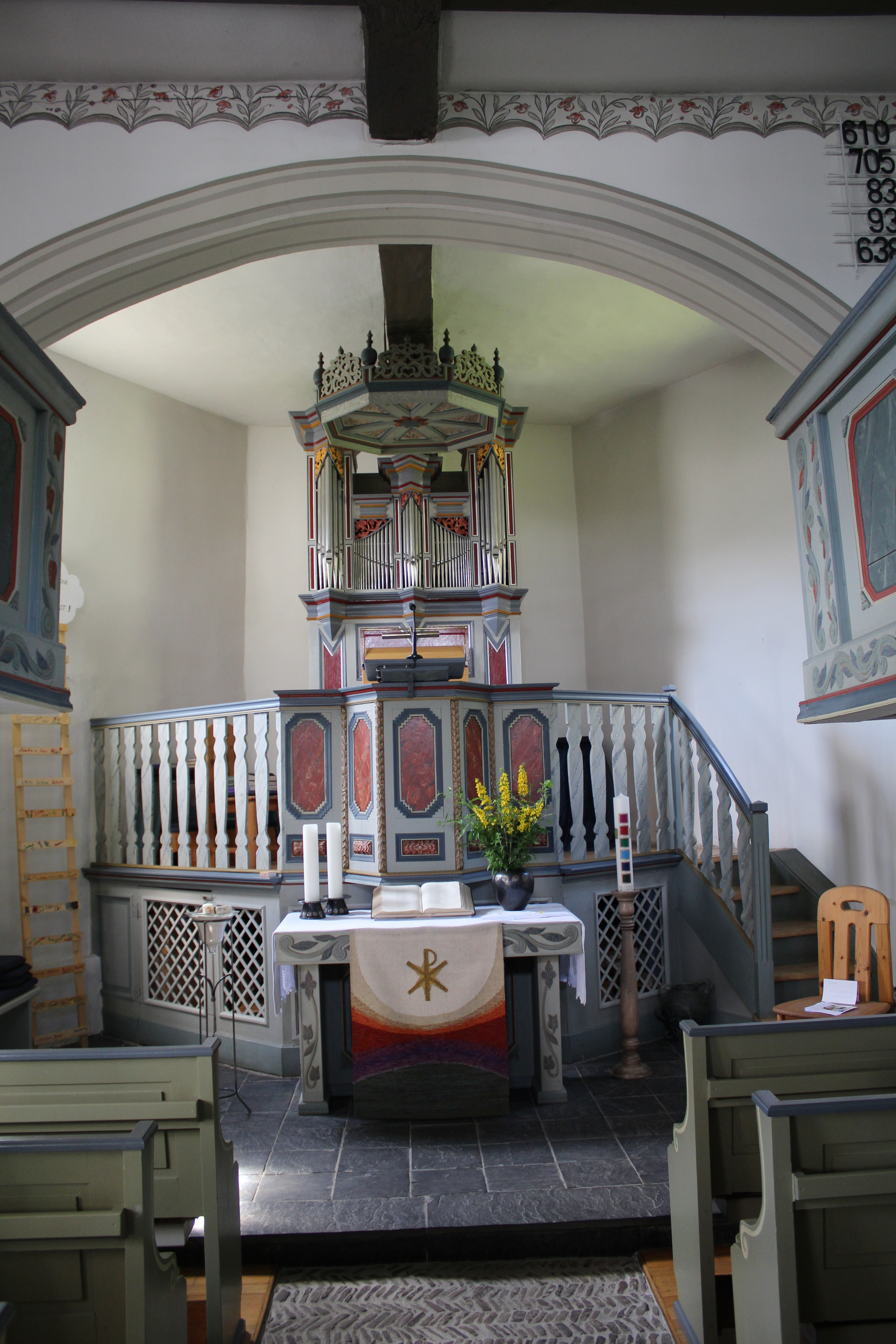
Blick in den Chorraum

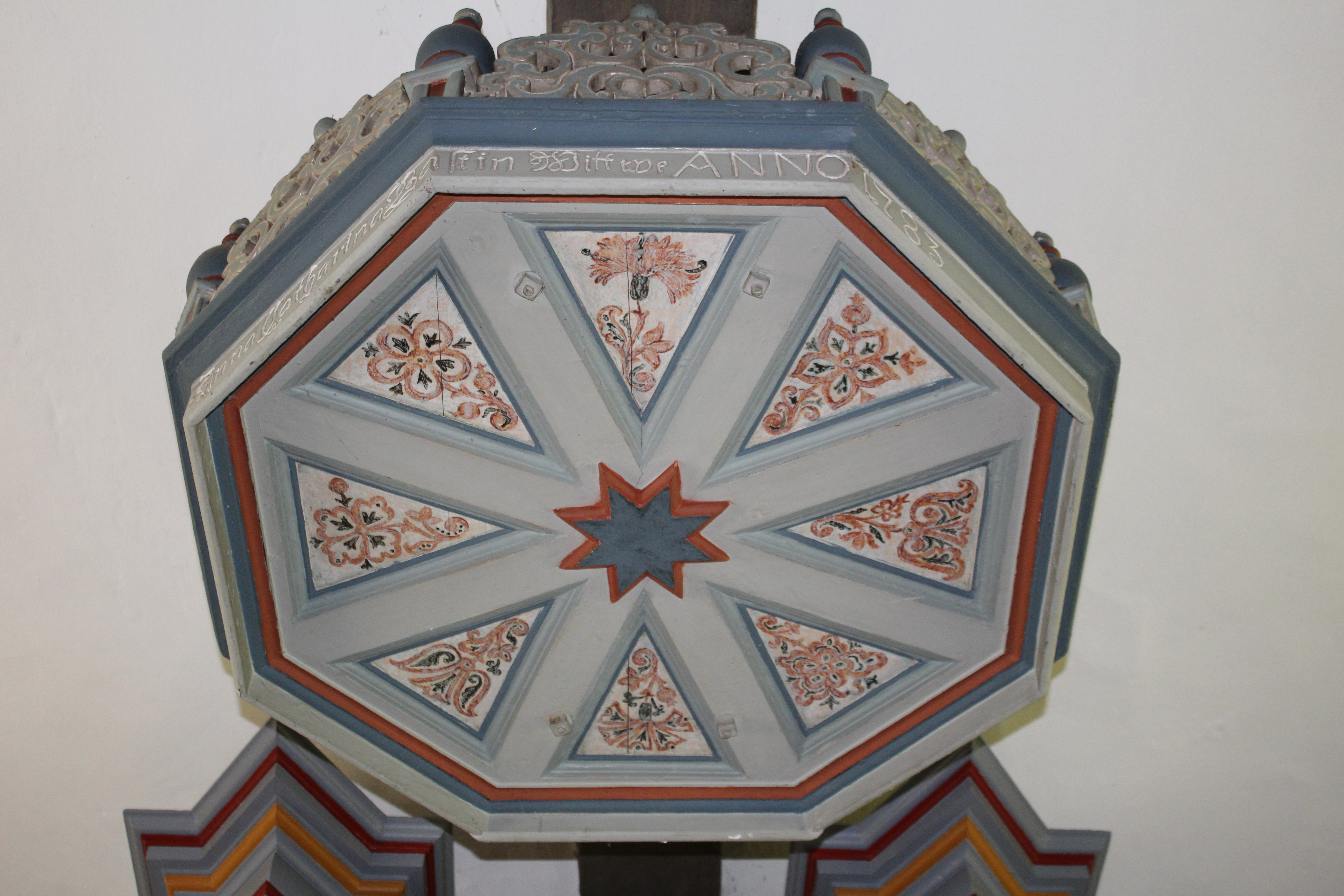
1783 gestifteter Schalldeckel

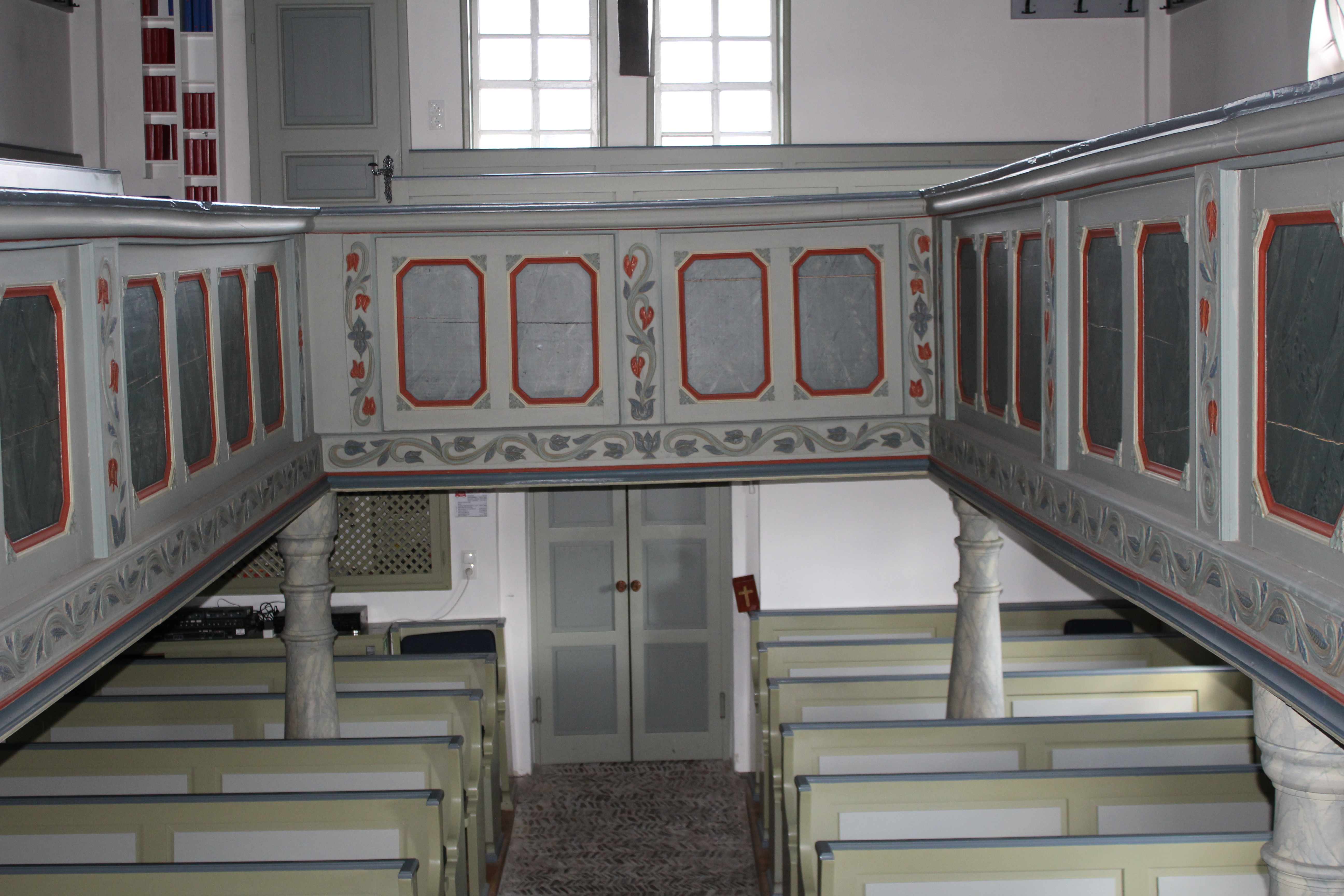
Dreiseitige Emporen mit Blumenornamenten

Im Inneren öffnet ein Triumphbogen den Chor zum Schiff. Die Balkendecke im Schiff wird von einem Längsunterzug getragen. Im oberen Abschluss sind die vier Wände des Schiffes mit einem grünen Vorhang aus Blumen mit roten Blüten bemalt. Die hölzerne Kirchenausstattung ist einheitlich barock gestaltet, aber nach dem Brand von 1967 teilweise erneuert. Der Mittelgang ist mit Flusskieseln im Fischgrätenmuster gelegt, unterhalb des Kirchengestühls liegt ein Dielenboden. Die schlichten Kirchenbänke haben geschwungene Wangen. Eine dreiseitige umlaufende Empore wird von gegliederten, bauchigen Säulen in hellgrau-hellblau marmorierter Fassung gestützt. Die Brüstungen haben viereckige kassettierte Füllungen mit grauer Marmorierung und rot gefassten Profilen. Die jeweils zwei, drei oder vier Füllungen werden durch Lisenen gegliedert, das geschnitztes Rankenwerk mit roten Blüten ausfweist.  Unterhalb der Füllungen ist ein durchgehendes Fries aus Blattwerk angebracht.
Der Kanzelkorb ist vorkragend in die Orgelbrüstung integriert und wird durch Säulen aus geschnitztem Blattwerk gegliedert. Die kassettierten Füllungen im oberen Bereich sind rot marmoriert bemalt und habe blaue Profile, im Sockelbereich haben die querrechteckigen Füllungen geschnitztes Blattwerk. Der achtseitige Schalldeckel der Kanzel wurde 1783 gestiftet, wie auf dem Kranz zu lesen ist: „Anna Catharina Bastin Wittwe ANNO 1783“. Die acht dreieckigen Felder an der Unterseiten sind mit Blumenornamenten bemalt, während der Deckel von durchbrochenem Rankenwerk mit kleinen Spitzen bekrönt wird. Das Podest im Chorraum für Kanzel und Orgel hat im unteren Bereich durchbrochenes Rautenwerk. Seitlich des Kanzelkorbes besteht die Brüstung aus geschnitzten Brettern. Zu den Vasa sacra gehört ein Abendmahlsbecher von 1642.

## Orgel

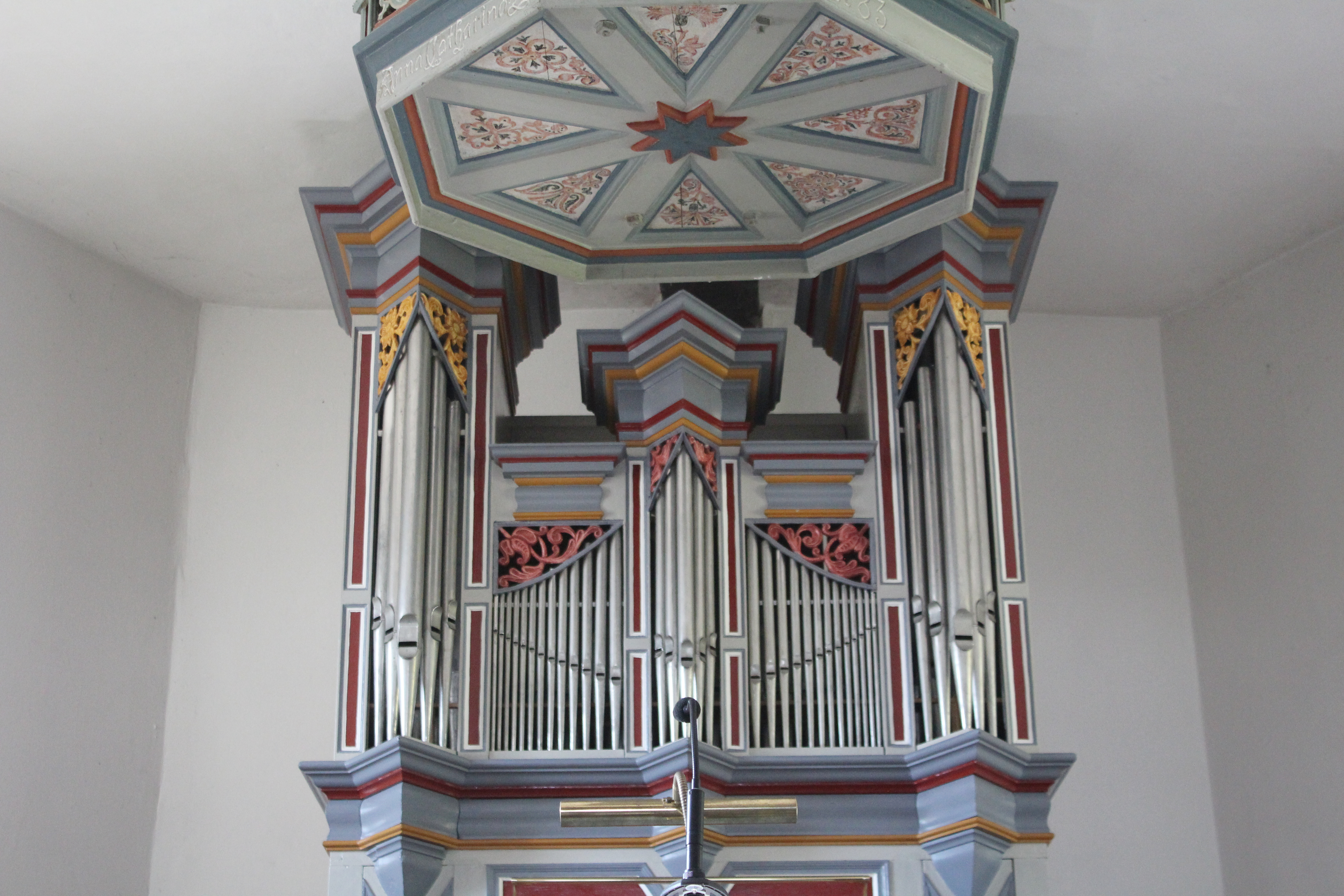
Wang-Orgel von 1749

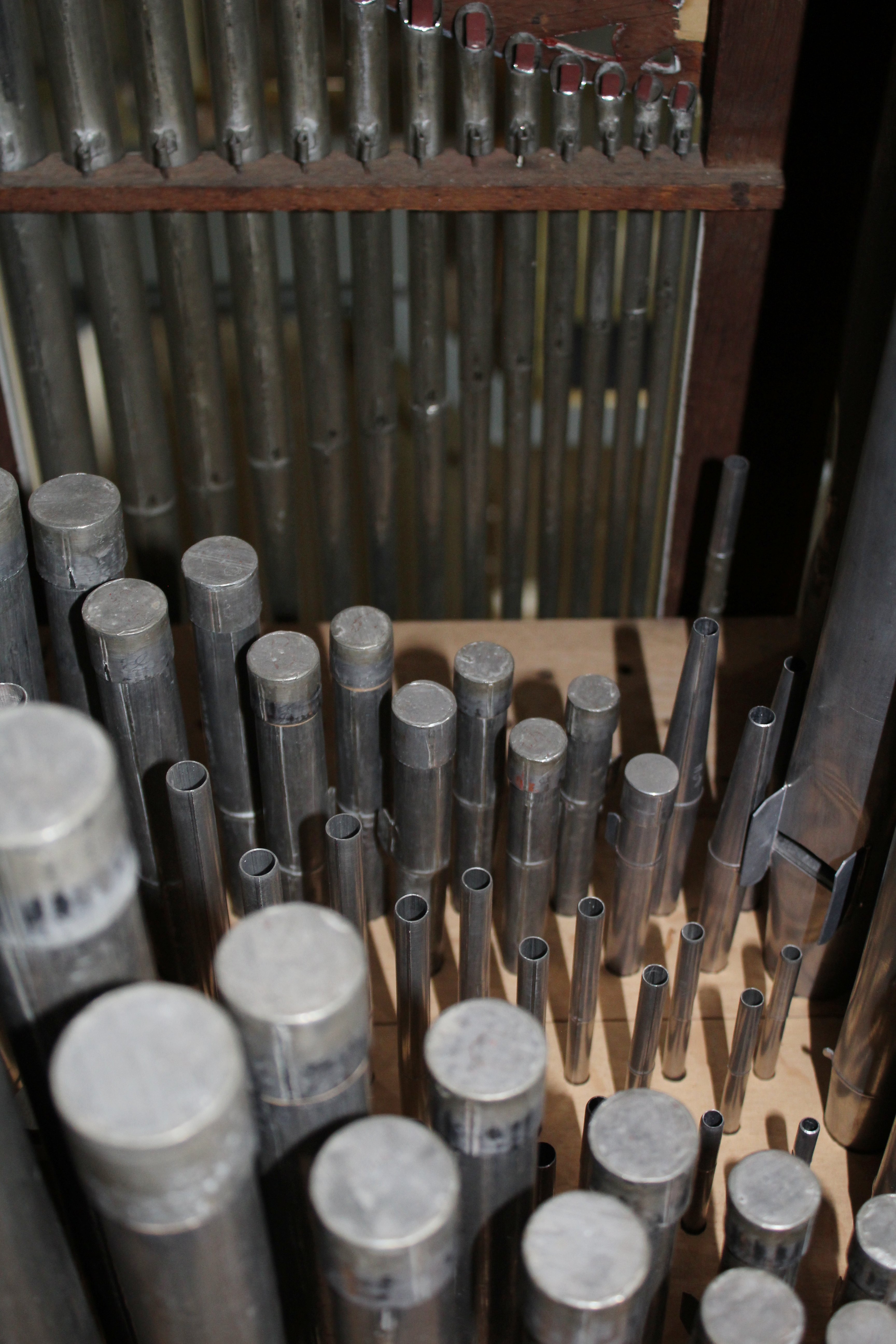
Blick ins Pfeifenwerk

Die Gemeinde erwarb 1907 ein Harmonium. Im Jahr 1957 erhielt die Kapelle eine kleine Orgel der Firma E. F. Walcker & Cie., die über fünf Register auf einem Manual und Pedal verfügte und 4.800 DM kostete. 2013 erwarb die Kirchengemeinde vom Landeswohlfahrtsverband ein Instrument von Florentinus Wang (Zuschreibung) aus dem Jahr 1749. Die kleine Barockorgel ist das einzige weitgehend erhaltene Wang-Instrument. Sie wurde ursprünglich für die Hugenottenkirche Usingen gebaut, 1818 nach Gräveneck verkauft und gelangte 1908 nach Merkenbach. Ab 1906 hatte August Hardt sie seitenspielig umgebaut, Traktur, Windanlage und ein Teil des Pfeifenwerks erneuert, ein Pedalwerk ergänzt und das Gehäuse in der Höhe etwas verkürzt. 1953 wurde die Orgel im Festsaal der Psychiatrie Herborn und zuletzt Ende der 1980er Jahre im Chorraum der dortigen Stadtkirche ohne Pedalwerk aufgestellt. Die Licher Firma Förster & Nicolaus restaurierte das Werk im Jahr 2013, stellte die ursprüngliche Höhe wieder her, versah es mit einer vorderspieligen Manualklaviatur, erneuerte das Windwerk, rekonstruierte die verlorenen Register und ergänzte wieder den Subbass 16′ von 1908. Dieser wurde teils hinterständig und teils unterhalb des Podiums eingebaut und ist durch eine Extension auch als Gedacktbass 8′ einsetzbar. Die Disposition mit sechs Registern lautet seitdem wie folgt:
| Manual CD–c3 |       |     |
| Gedact       | 8′    | O/R |
| Principal    | 4′    | O   |
| Kleingedact  | 4′    | O   |
| Octav        | 2′    | R   |
| Mixtur I     | 1 ⁄3′ | R   |

| Pedal CD–c1 |     |   |
| Subbass     | 16′ | H |
| Gedactbass  | 8′  |   |

- Koppeln: I/P
- Stimmung: Neidhardt „für eine große Stadt“

O = Original von Florentinus Wang oder Johann Nikolaus Schäfer (1740er Jahre)
H = Hardt (1908)
R = Rekonstruktion Förster & Nicolaus (2013)